# ジェリー・ザッカー
ジェリー・ザッカー（Jerry Zucker, 1950年3月11日 - ）は、アメリカ合衆国の映画監督、脚本家、映画プロデューサー。

## 人物
ウィスコンシン州ミルウォーキーで不動産業を営む家に生まれる。ショアウッド・ハイスクールを卒業。
大学時代に兄のデヴィッド、友人のジム・エイブラハムズと共に「ケンタッキー・フライド・シアター」というコントの舞台公演を始める。その後は映画界に進出し、『フライングハイ』や『裸の銃を持つ男』シリーズなどのパロディ映画を手掛けた。
1990年にはアカデミー作品賞にもノミネートされた『ゴースト/ニューヨークの幻』を単独で監督し、コメディ以外のジャンルでも実績を残している。

## 主なフィルモグラフィ
- ケンタッキー・フライド・ムービー The Kentucky Fried Movie (1977) - 脚本
- フライングハイ Airplane! (1980) - 監督・脚本
- フライング・コップ 知能指数0分署 Police Squad! (1982) - 第1話、監督
- トップ・シークレット Top Secret! (1984) - 監督・脚本
- 殺したい女 Ruthless People (1986) - 監督
- 裸の銃を持つ男 The Naked Gun: From the Files of Police Squad! (1988) - 製作総指揮・脚本
- ゴースト/ニューヨークの幻 Ghost (1990) - 監督
- 大錯乱 Brain Donors (1992) - 製作総指揮
- マイ・ライフ My Life (1993) - 製作
- トゥルーナイト First Knight (1995) - 監督・製作
- 雲の中で散歩 A Walk in the Clouds (1995) - 製作
- ベスト・フレンズ・ウェディング My Best Friend's Wedding (1997) - 製作
- ラットレース Rat Race (2001) - 監督・製作
- 夢見る頃を過ぎても Unconditional Love (2002) - 製作
- フェア・ゲーム Fair Game (2010) - 製作
- ステイ・フレンズ Friends with Benefits (2011) - 製作